# Hubert Ingraham

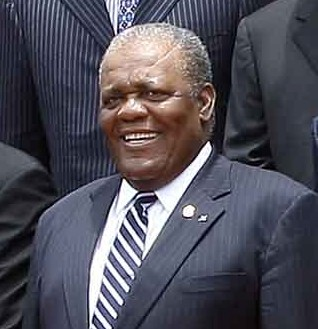
Hubert Ingraham

Hubert Alexander Ingraham (Pine Ridge (Bahama's), 4 augustus 1947) is een politicus uit de Bahama's en tot tweemaal toe minister-president van zijn land.
In 1976 werd Ingraham benoemd tot voorzitter van de Progressief Liberale Partij (PLP) en werd hij verkozen in het House of Assembly, de Bahamaanse wetgevende vergadering. In 1984 werd hij uit het kabinet en uit de partij gestoten wegens verdenking van betrokkenheid bij de illegale drugs handel.
In 1990 werd hij, inmiddels weer als parlementslid gekozen, leider van de officiële oppositie in het parlement en in 1992 werd hij na een verkiezingsoverwinning de minister-president van de Bahama's. Hij volgde in deze positie, die hij 10 jaar lang zou bekleden, Lynden Pindling op die al sinds 1967 regeerde. In 2002 kwam Ingraham wederom in de oppositie om 5 jaar later wederom, voor een tweede termijn, als regeringsleider te worden gekozen.